# Лос-Мильярес

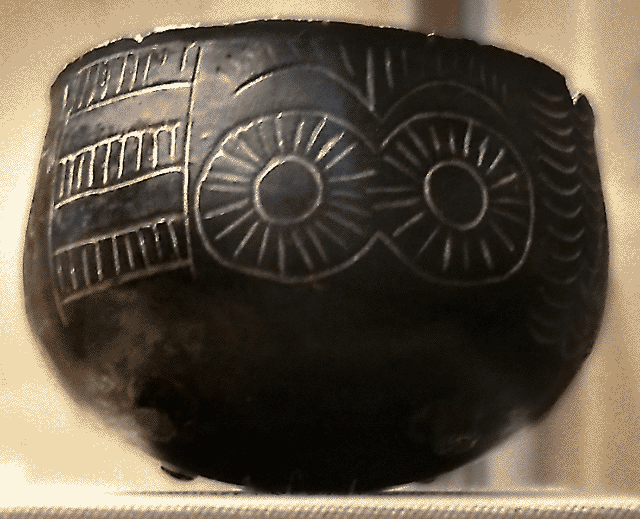
Сосуд культуры Лос-Мильярес с глазообразным мотивом. Юго-восток Испании, халколит

Лос-Милья́рес, Los Millares — название археологического города медного века, давшего название одноименной археологической культуре. Расположено в 17 км к северу от Альмерии в муниципалитете Санта-Фе-де-Мондухар, Андалусия, Испания. Население древнего города в эпоху расцвета достигало 1000 человек. Культура Лос-Мильярес является потомком альмерийской культуры.
С наступлением бронзового века культура Лос-Мильярес была вытеснена Эль-Аргарской культурой раннего бронзового века.

## Основной памятник

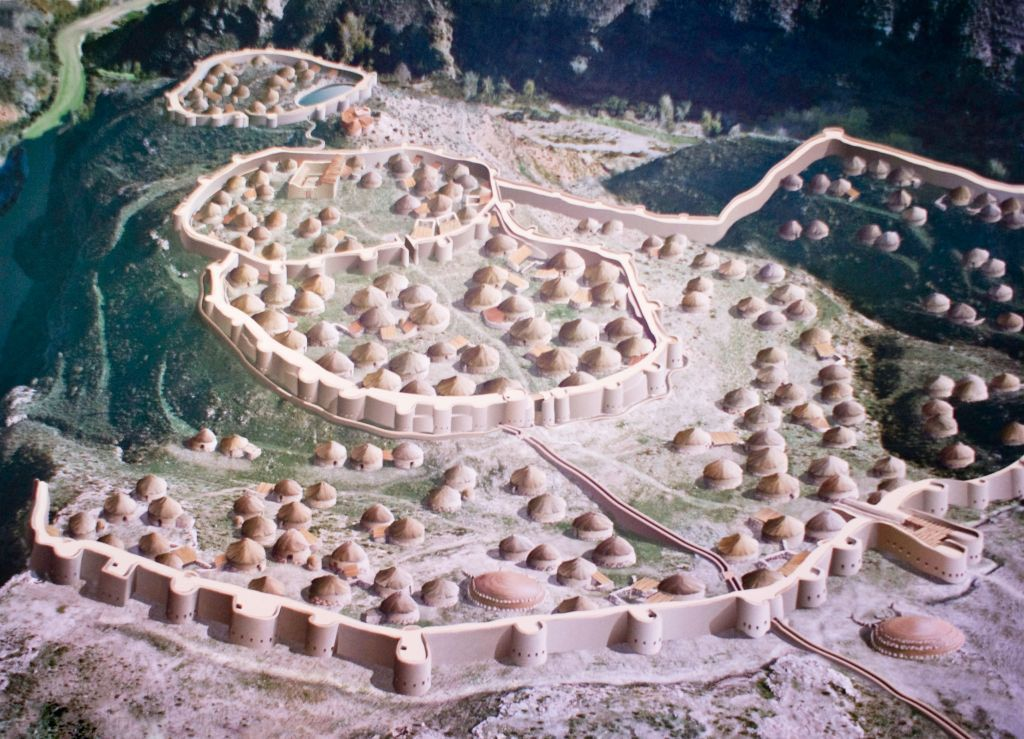
Модель доисторического протогорода Лос-Мильярес

Лос-Мильярес состоит из поселения, вокруг которого были расположены многочисленные сторожевые укрепления, а также кладбища с могилами коридорного типа. Площадь городища составляет около 2 гектаров. Его обнаружили в 1891 году при сооружении железной дороги. Первые раскопки провёл Луис Сирет несколько лет спустя. Раскопки продолжаются и в наше время.
Поселение было окружено тремя концентрическими стенами с 4 бастионами. Радиоуглеродный анализ показал, что одна из стен была разрушена и перестроена около 3025 года до н. э. Блок из нескольких простых жилых домов, а также крупное помещение, в котором обнаружены следы плавки меди, были огорожены стенами. На керамике, найденной в Лос-Мильярес, обнаружены символические мотивы, в том числе в виде глаза. Подобные же рисунки обнаружены на каменных идолах.
Хотя жители Лос-Мильярес в основном занимались сельским хозяйством, они также владели обработкой металла, особенно плавкой и формовкой меди, и селение Лос-Мильярес играет важную роль в понимании перехода от неолита к бронзовому веку. Постепенно потомки культуры Лос-Мильярес, иберы, стали доминировать на всём Иберийском полуострове.

## Связь с другими доисторическими культурами
Культура Лос-Мильярес обладала рядом черт, характерных для континентальных комплексов культур — мегалитов и колоколовидных кубков. Анализ артефактов и погребальных даров из захоронений Лос-Мильярес, где было обнаружено 70 толосов с плитами, в которых было проделано входное отверстие, позволяет предполагать наличие общественного неравенства, а также военные конфликты с соседями.
Среди прочих иберийских поселений данного региона, относящихся к тому же хронологическому периоду, следует упомянуть Лос-Силильос, а также находки эпохи неолита в Кабрере.